# Tucanet pebrer
El tucanet pebrer o tucanet culik (Selenidera piperivora) és una espècie d'ocell de la família dels ramfàstids (Ramphastidae) que habita la selva humida del sud-est de Veneçuela, Guaiana i nord del Brasil.